# Gurudaspur
Gurudaspur è un sottodistretto (upazila) del Bangladesh situato nel distretto di Natore, divisione di Rajshahi. Si estende su una superficie di 199,4 km² e conta una popolazione di 173.276  abitanti (censimento 2011).